# Ткаченко Олександр Анатолійович
Олекса́ндр Анато́лійович Ткаче́нко (1991—2014) — лейтенант Збройних сил України, учасник російсько-української війни.

## Короткий життєпис
Народився 1991 року в місті Харків.
В часі війни — командир взводу, 22-й батальйон територіальної оборони «Харків».
31 липня 2014-го зазнав важкого поранення під час обстрілу з РСЗВ «Град» із території Росії. Позиції українських військових були за кілька кілометрів від українсько-російського кордону поблизу села Нижня Вільхова, в окоп біля лейтенанта Ткаченка влетів снаряд. Понад місяць лікарі намагалися порятувати життя офіцера. Помер 6 вересня в реанімаційному відділенні Головного військового клінічного госпіталю.
Похований в Харкові.

## Нагороди і вшанування
За особисту мужність і героїзм, виявлені у захисті державного суверенітету та територіальної цілісності України, вірність військовій присязі під час російсько-української війни
- нагороджений орденом Богдана Хмельницького ІІІ ступеня (4.6.2015, посмертно)
- Його портрет розміщений на меморіалі «Стіна пам'яті полеглих за Україну» у Києві: секція 4, ряд 3, місце 23
- Вшановується в меморіальному комплексі «Зала пам'яті», в щоденному ранковому церемоніалі 6 вересня[1]